# جی‌ام‌اف‌یو
«جی‌ام‌اف‌یو» (به انگلیسی: GMFU؛  کوته‌نوشت Got Me Fucked Up) ترانه‌ای از خوانندگان آمریکایی اودتاری و برلی‌هیومن می‌باشد که در آلبوم چندآهنگهٔ اودتاری تحت عنوان سیزده غم و ئی‌پی معتاد مای‌اسپیس اثر برلی‌هیومن قرار دارد. این ترانه توسط هردو خواننده نوشته و توسط منتقدان «تاریک» و «خارج از عرف» توصیف شده‌است. این اثر به‌عنوان دومین تک‌آهنگ هردو پروژه‌های مذکور هر دو هنرمند در ۲۶ ژوئیهٔ سال ۲۰۲۳ از سوی آرتیست پارتنر گروپ منتشر گردید.